# Лучани (село)
Луча́ни — село в Україні, у Стрийському районі Львівської області. Населення становить 237 осіб. В Лучанах знаходиться дерев'яна Церква Покрови Пресвятої Богородиці, збудована у 1782 році.

## Історія
Перша писемна згадка про село Лучани відноситься до 1457 року, хоча саме воно було засноване значно раніше. Як припускає історик Леонтій Войтович, його могли заснувати, після війни Ростиславичів з волинським князем Давидом Ігоровичем (1098—1099 рр.) лучани (переселенці з Лучеська (м. Луцька) на Волині), що були переселені в Подністров'я.
Звісно судити про те, наскільки вище згадане припущення є правдивим важко, оскільки для цього потрібно провести археологічні розкопки на території села, які б могли пролити трохи світла на його минуле. Однак, на думку автора цих рядків, ближчим до істини є припущення краєзнавця В. Лаби, який у своїй книзі «Історична топоніміка Жидачівського району Львівської області від часів Ісуса Христа до ХХІ ст.» пише так: «Не виключено, що село постало в часи великих війн, які вів князь Данило Галицький за галицький престол».
Назва села, як стверджує вчений В. Котович, утворилась від того, що людей, які оселилися на луці, або на березі р. Луча (тепер р. Боберка), прозвали «лучанами». Дослідниця І. Царалунга, вивчаючи українські ойконіми, встановила, що назва села Лучани, утворилась від апелятива лука, тобто «згин, луговий чи лісовий простір у згині річки». Таким чином, село отримало свою назву саме від географічного розташування. Але не слід забувати й того, що, можливо, село завдячують своїй назві засновникам — переселенцям з міста Луцька, мешканців якого й сьогодні називають лучанами. Цієї думки, наприклад, дотримується краєзнавець В. Лаба.
Про історію села Лучани з часів його заснування й аж до кінця XIV століття, на жаль, нічого невідомо. Хоча й з кінця XIV століття й до 1457 р. — першої писемної згадки, його історію можна викласти як розповідь про Жидачівське князівство, а потім Жидачівський повіт Львівської землі Руського воєводства, що й пропонує автор.
З 1393 по 1442 роки село Лучани входило до складу Жидачівського князівства, котре існувало впродовж цього періоду в Прикарпатті у верхній течії річки Дністер.
У 1442 році князь Земовит Земовитович помер. Прямих спадкоємців у нього не було. Єдина дочка Маргарита та її мати Маргарита не змогли втримати князівство, і воно перейшло до Польщі та було включене до складу Руського воєводства як Жидачівський повіт.
Формально Жидачівське князівство (Жидачівська волость) у статусі окремого повіту ввійшло до складу Львівської землі Руського воєводства ще у 1434 році, але через своє географічне розташування в долині Дністра й нижньої течії Стрия та передгір'ях Карпат на кордоні з Угорщиною (по Карпатському хребті), зберігало адміністративно-територіальну автономію до початку 1440-х років XV століття.
Приблизно у XIII—XV століттях, тобто в часи монголо-татарської навали неподалік території сучасного села Лучани, знаходилось містечко Оттовичі. Розташовувалось воно частково на території села Голдовичі та за його межами. У містечку було розвинуте гончарство, про що свідчать керамічні вироби, знайдені під час археологічних розкопок. Також на північ від Оттович знаходився чоловічий монастир, монахи якого, під час облоги містечка монголо-татарами, чинили запеклий триденний опір. Однак містечко, як і сам монастир було захоплено й спалено, а населення частково знищене та захоплене у полон.
У податковому реєстрі 1515 року в селі документується млин і 4 лани (близько 100 га) оброблюваної землі.
Станом на 1849 рік село Лучани входило до складу Бережанського округу площею у 762 км кв. У ньому налічувалося : 3 міста, 5 передмість, 14 містечок, 317 населених пунктів загалом (включаючи кількість міст, передмість та містечок), 32 565 будинків, 232 420 чоловік, з яких за релігійною приналежністю: 40 850 римо-католиків, 171 338 греко-католиків, 86 вірменів римо-католиків, 292 євангелісти і лютерани, 11 менонітів, 19 843 євреї; за соціальним станом : 2 358 представників шляхти, 233 князі, 158 урядовців, 1 500 ремісників.
Станом на 1882 рік села Лучани, Голдовичі та Юшківці належали до однієї парафії. Разом у них нараховувалось 762 парафіяни греко-католицького обряду. Церква знаходилась у с. Голдовичі і належала до Ходорівського (Ходоровського) деканату Львівської дієцезії. Священиком, на той час, був Амбросій Лотоцький.
З 10 по 20 січня 1946 року в Лучанах було розміщено 15 постійних енкаведівських військових гарнізонів.
8 вересня 2015 року, в ході децентралізації, Ходорівська міська рада об'єднана з Ходорівською міською громадою.
17 липня 2020 року, в результаті адміністративно-територіальної реформи та ліквідації Жидачівського району, село увійшло до складу Стрийського району.

## Політика

### Парламентські вибори, 2019
На позачергових парламентських виборах 2019 року у селі функціонувала окрема виборча дільниця № 460325, розташована у приміщенні народного дому.
Результати
- зареєстровано 158 виборців, явка 76,58 %, найбільше голосів віддано за «Європейську Солідарність» — 29,75 %, за «Слугу народу» — 21,49 %, за «Голос» — 11,57 %[5]. У одномандатному окрузі найбільше голосів отримав Андрій Кіт (самовисування) — 57,85 %, за Володимира Наконечного (Слуга народу) — 11,57 %, за Андрія Гергерта (Всеукраїнське об'єднання «Свобода») і Володимира Гаврона (Голос) — по 8,26 %[6].

## Пам'ятки
- Церква Покрови Пресвятої Богородиці[d];